# Pièce de collection en euro
Les pièces de collection en euro, à ne pas confondre avec les pièces de 2 euros commémoratives que chaque État peut émettre chaque année, sont, contrairement à ces dernières, des pièces non destinées à la circulation et purement destinées aux collectionneurs. 
On trouvera ici :
- les règles précises auxquelles est soumise leur émission.
- un résumé des émissions de chaque pays avec les liens vers les articles détaillés et illustrés correspondants.

Remarque : il existe de nombreuses pièces non officielles, soit des essais (trials, probe,...) effectués par certains États, soit des jetons (token) frappés par certains instituts privés.

## Extraits du Journal officiel des Communautés européennes
JO (L139/6) du 11 mai 1998 (Règlement CE n°975/98): spécifications techniques des pièces libellées en euros destinées à la circulation.
JO [C373/1] du 28 décembre 2001 : caractéristiques des pièces libellées en euros.
JO (C247/6) du 15 octobre 2003 : Définition des pièces de collection en euros
- Les pièces de collection en euros ne sont pas censées circuler et doivent être facilement discernables des pièces destinées à la circulation :
  - la valeur faciale de ces pièces doit être différente de celles des pièces destinées à la circulation
  - elles ne doivent pas utiliser de dessins similaires à ceux figurant sur les faces communes des pièces destinées à la circulation. Les dessins utilisés devraient aussi différer au moins légèrement de ceux figurant sur les faces nationales des pièces destinées à la circulation
  - en ce qui concerne la couleur, le diamètre et le poids, elles devraient se distinguer clairement des pièces destinées à la circulation sur au moins deux de ces trois aspects.
- Il a en outre été décidé que le cours légal de ces pièces serait limité au pays d’émission.
- Enfin les pièces de collection en euros sont généralement faites de métal précieux (or et argent fin).

## Allemagne
Cinq instituts monétaires sont chargés de la frappe des pièces de monnaie allemandes. Il s'agit de la Bayerisches Hauptmünzamt (D), la Hamburgische Münze (J), la Staatliche Münze Berlin (A), la Staatliche Münzen Baden-Württemberg (F pour celui de Stuttgart et G pour celui de Karlsruhe).
Les pièces de valeurs suivantes sont frappées :
- Pièces de 10 euros en argent
- Pièces de 100 euros en or
- Pièces de 200 euros en or

## Autriche
L'autriche émet chaque année de nombreuses pièces de collection. C'est l'atelier Münze Österreich qui est responsable de la frappe de ces monnaies. L'Autriche a été le premier pays de l'Union européenne à émettre une pièce de collection : il s'agit de la pièce de 5 euro en argent 2002 consacrée au Zoo de Vienne.
- Pièces de 5 euros en argent
- Pièces de 10 euros en argent
- Pièces de 20 euros en argent
- Pièces de 25 euros bimétalliques argent/niobium
- Pièces de 50 euros en or
- Pièces de 100 euros en or

## Belgique
La Monnaie Royale de Belgique émet régulièrement des pièces de collection. 
- Pièces de 2,5 euros en cuivre et zinc
- Pièces de 5 euros en argent
- Pièces de 10 euros en argent
- Pièces de 12,5 euros en or
- Pièces de 20 euros en argent
- Pièces de 25 euros en or
- Pièces de 50 euros en or
- Pièces de 100 euros en or

## Chypre
Remarque : Chypre est entré en zone euro  le 1er janvier 2008.
- Pièces de 5 euros en argent
- Pièces de 20 euros en or

## Espagne
L'article 81 de l'article de loi 42/1194 du 30 décembre, amendé par la l'article 62/2003 du 23 décembre définit les pièces commémoratives et de collection et autorise la Real Casa de la Moneda à les frapper et à les vendre. L'émission de ces pièces doit correspondre à une finalité culturelle et artistique, aussi bien qu'à la commémoration d'évènements.
Les caractéristiques de chaque émission sont spécifiées par ordre ministériel, quant au moment de l'émission, au volume et cela sous réserve des conditions fixées par les recommandations de la commission européenne (29 septembre 2003).
La Real Casa de la Moneda émet les pièces de collection suivantes :
- 10 euros en argent: Argent 8 réales - poids : 27 g - diamètre: 40 mm
- 12 euros en argent: Argent - poids : 18 g - diamètre: 33 mm
- 20 euros en or: Or ½ escudo - poids : 1,24 g - diamètre: 14 mm
- 50 euros en argent: Argent sequin - poids : 168,75 g - diamètre: 73 mm
- 100 euros en or: Or 2 escudos - poids : 6,75 g -diamètre: 23 mm
- 200 euros en or: Or 4 escudos - poids : 13,5 g -diamètre: 30 mm
- 300 euros en argent et or: poids: 28,8 g - diamètre: 40 mm
- 400 euros en or: Or 8 escudos - poids: 27,0 g - diamètre: 38 mm

## Finlande
La Suomen Rahapaja (Monnaie de Finlande) émet les pièces de collection :
- Pièces de 5 euros bimétalliques en Cu/Ni et acier nordique - poids : 22,2 g - diamètre : 35 mm
- Pièces de 10 euros en argent - titre : 0.925 - poids : 27 g - diamètre : 38,6 mm.
- Pièces de 20 euros en argent - titre : 0.925 - poids : 33,62 g
- Pièces de 20 euros en or - titre : 0.900 - poids : 1,73 g - diamètre : 13,9 mm.
- Pièces de 50 euros bimétallique en or et argent - titre : 0.925 (arg) / 0.950 (or) - poids : 12,8 g - diamètre : 13,25 mm.
- Pièces de 100 euros en or - titre : 0.900 / 0.917 - poids : 8,64 g / 5,65 g  - diamètre : 22 mm

## France
La Monnaie de Paris émet, outre les sets monétaires, de nombreuses pièces de collection françaises.
Les pièces de 5 à 100 € en argent et de 100 à 5000 € en or, gravées par Joaquin Jimenez, ont cours légal en France.
- Pièces de 1/4 euro
- Pièces de 1 1/2 euro
- Pièces de 5 euros argent/or
- Pièces de 10 euros argent - titre 0.900 - poids : 12 g - diamètre : 29,00 mm.
- Pièces de 15 euros argent - titre 0.900 - poids : 15 g - diamètre : 31,00 mm.
- Pièces de 10 euros or
- Pièces de 25 euros en argent - titre 0.900 - poids : 18 g - diamètre : 33,00 mm.
- Pièces de 50 euros en argent - titre 0.900 - poids : 36 g - diamètre : 41,00 mm.
- Pièces de 50 euros en or
- Pièces de 100 euros en argent - titre 0.900 - poids : 50 g - diamètre : 47,00 mm.
- Pièces de 100 euros en or
- Pièces de 200 euros en or
- Pièces de 250 euros en or - titre 0.920 - poids : 8,45 g - diamètre : 22,00 mm.
- Pièces de 500 euros en or - titre 0.999 - poids : 12 g - diamètre : 31,00 mm.
- Pièces de 1000 euros en or - titre 0.999 - poids : 20 g - diamètre : 39,00 mm.
- Pièces de 5000 euros en or - titre 0.999 - poids : 75 g - diamètre : 45,00 mm.

ATTENTION, le poids en or des pièces émises par la MONNAIE DE PARIS varie avec le temps. Il était par exemple de 100 g pour la pièce de 5000€ en 2015.

## Grèce
La Banque de Grèce (Η Τράπεζα της Ελλάδος) frappe les pièces grecques de collection :
- Pièces de 10 euros en argent
- Pièces de 20 euros en argent
- Pièces de 100 euros en or
- Pièces de 200 euros en or

## Irlande
Les monnaies d'Irlande sont frappées par la Central Bank and Financial Services Authority of Ireland.
- Pièces de 5 euros en cupro-nickel - poids : 14,19 g - diamètre : 28,40 mm .
- Pièces de 5 euros en argent - titre 0.925 - poids : 8,52 g -diamètre : 28,00 mm.
- Pièces de 10 euros en argent - titre 0.925 - poids : 28.28 g - diamètre :38.61 mm.
- Pièces de 15 euros en argent - titre 0.925 - poids : 24,00 g - diamètre : 37 mm.
- Pièces de 20 euros en or - titre 0.999 - poids : 1,244 g - diamètre : 13,92 mm.
- Pièces de 100 euros en or - titre 0.999 - poids : 15,55 g - diamètre : 28,00 mm.

## Italie
Les pièces en euro de la République italienne sont frappées à l'Istituto Poligrafico e Zecca dello Stato (IPZS) à Rome.
- Pièces de 5 euros en argent
- Pièces de 10 euros en argent
- Pièces de 15 euros en argent
- Pièces de 20 euros en or
- Pièces de 50 euros en or

## Luxembourg
La Banque centrale du Luxembourg émet dans le cadre d'un programme annuel des pièces de collection : 
- Pièces de 5 euros bimétalliques en argent/or nordique
- Pièces de 5 euros bimétalliques en argent/niobium
- Pièces de 5 euros en or
- Pièces de 10 euros et 20 euros bimétalliques en argent/titane
- Pièces de 10 euros en or
- Pièces de 25 euros en argent

Une première série est dédiée aux institutions européennes, une seconde série est consacrée à l'histoire culturelle du Grand-Duché de Luxembourg.

## Malte
Remarque : Malte est entré en zone euro  le 1er janvier 2008.
Le pays ne possède pas d'atelier monétaire propre et sous-traite la frappe de ses monnaies
- Pièces de 10 euros en argent
- Pièces de 50 euros en or

### Année 2008
- 10 euros argent (925/1000) « Auberge de Castille » - 38,61 mm - 28,28 g - frappe: 18000 exemplaires en qualité be.
- 50 euros or (925/1000) « Auberge de Castille » - 21,00 mm - 6,5 g - frappe: 3000 exemplaires en qualité be.

### Année 2009
- 10 euros argent (925/1000) « La castellania » - 38,61 mm - 28,28 g - frappe: 15000 exemplaires en qualité be.
- 50 euros or (925/1000) « La castellania » - 21,00 mm - 6,5 g - frappe: 3000 exemplaires en qualité be.

### Année 2010
- 10 euros argent (925/1000) « Auberge d'Italie» - 38,61 mm - 28,28 g - frappe: 12500 exemplaires en qualité be.
- 50 euros or (925/1000) « Auberge d'Italie» - 21,00 mm - 6,5 g - frappe: 3000 exemplaires en qualité be.

Atelier monétaire: Royal Dutch Mint (Pays-Bas)

## Principauté de Monaco
Les monnaies de collection de la Principauté de Monaco sont frappées par La Monnaie de Paris (MDP).
- Pièces de 5 euro en argent
- Pièces de 10 euros en argent
- Pièces de 10 euros en or
- Pièces de 20 euros en or
- Pièces de 100 euros en or

## Pays-Bas
Les monnaies de collection des Pays-Bas sont frappées par la Monnaie royale des Pays-Bas.
- Pièces de 5 euros en argent - titre : 0.925 - poids : 11.90 g - diamètre : 29 mm
- Pièces de 10 euros en argent - titre : 0.900 - poids : 6.72 g - diamètre : 22.5 mm
- Pièces de 10 euros en or - titre : 0.900 - poids : 6.72 g - diamètre : 22.5 mm
- Pièces de 50 euros en or - titre 0.900 - poids : 13.44 g - diamètre : 27 mm

## Portugal
Les monnaies de collection du Portugal sont frappées par le Imprensa Nacional - Casa da Moeda (INCM).
- Pièces de 5 euros en argent
- Pièces de 5 euros en or
- Pièces de 8 euros en argent
- Pièces de 8 euros en or
- Pièces de 10 euros en argent

## Saint-Marin
L'Istituto Poligrafico e Zecca dello Stato (IPZS - Rome) frappe les pièces pour la république de Saint-Marin.
- Pièces de 5 euros en argent - titre : 0.925 - poids : 18 g - diamètre : 32 mm
- Pièces de 10 euros en argent - titre : 0.925 - poids : 22 g - diamètre : 34 mm
- Pièces de 20 euros en or - titre : 0.900 - poids 6.451 g - diamètre : 21 mm
- Pièces de 50 euros en or - titre : 0.900 - poids 16.129 g - diamètre : 28 mm

## Slovaquie
- Pièces de 10 euros en argent
- Pièces de 20 euros en argent
- Pièces de 100 euros en or

Remarque : la Slovaquie est entré en zone euro le 1er janvier 2009. Les pièces sont frappées par Mincovňa Kremnica.

## Slovénie
- Pièces de 3 euros bimétalliques
- Pièces de 30 euros en argent
- Pièces de 100 euros en or

Remarque : la Slovénie est entré en zone euro le 1er janvier 2007. Le pays ne possède pas d'atelier pour la frappe de ses monnaies, elles sont fabriquées aux Pays-Bas.

## Vatican
L'Istituto Poligrafico e Zecca dello Stato (IPZS - Rome) frappe les pièces pour l'État de la Cité du Vatican.
- Pièces de 5 euros en argent - titre : 0.925 - poids : 18 g - diamètre : 32 mm
- Pièces de 10 euros en argent - titre : 0.925 - poids : 22 g - diamètre : 34 mm
- Pièces de 20 euros en or - titre : 0.917 - poids 6.0 g - diamètre : 21 mm
- Pièces de 50 euros en or - titre : 0.917 - poids 15.0 g - diamètre : 28 mm